# Viloria (Cáceres)
Viloria es un  despoblado en la provincia de Cáceres, partido judicial y término de Granadilla: Situado entre los pueblos de Zarza y Granja por un lado y despoblado de Caparra y San Miguel por el otro
«Tiene buenos montes de encina, reducidos a dehesas con una sola casa; se despobló a principios del siglo pasado con motivo de los enormes impuestos del señor duque de Alba: tenía 100 vecinos.»